# Siergiej Kopyłow
Siergiej Władimirowicz Kopyłow (ros. Сергей Владимирович Копылов, ur. 29 lipca 1960 w Tule) – radziecki kolarz torowy, brązowy medalista olimpijski oraz pięciokrotny medalista mistrzostw świata.

## Kariera
Pierwszy sukces w karierze Siergiej Kopyłow osiągnął w 1977 roku, kiedy zdobył srebrny medal w sprincie indywidualnym podczas mistrzostw świata juniorów. Rok później w tej samej kategorii wiekowej zdobył złoto w sprincie oraz srebro w wyścigu na 1 km. W 1980 roku brał udział w igrzyskach olimpijskich w Moskwie, gdzie zdobył brązowy medal w sprincie indywidualnym, wyprzedzili go tylko Lutz Heßlich z NRD i Francuz Yavé Cahard. Kolejne dwa medale Kopyłow przywiózł z mistrzostw świata w Brnie w 1981 roku po tym, jak zwyciężył w sprincie, a w wyścigu na 1 km zajął trzecie miejsce za Lotharem Thomsem z NRD i Fredym Schmidtke z RFN. W swej koronnej konkurencji najlepszy był również podczas rozgrywanych w 1982 roku mistrzostw świata w Leicesterze. Ostatnie sukcesy osiągnął na mistrzostwach świata w Zurychu w 1983 roku, gdzie był najlepszy w wyścigu na 1 km, a w sprincie indywidualnym był drugi, ulegając jedynie Heßlichowi.
Jego brat Wiktor Kopyłow również był kolarzem.